# ییرژی وکر
ییرژی وُکر (چکی: Jiří Wolker; ۲۹ مارس ۱۹۰۰ – ۳ ژانویهٔ ۱۹۲۴) شاعر، روزنامه‌نگار و نمایشنامه‌نویس اهل کشور جمهوری چک بود. او یکی از اعضای مؤسس KSČ - حزب کمونیست چکسلواکی - در سال ۱۹۲۱ بود.